# 삼공구경
삼공구경(三公九卿)은 중국 진한 시대의 행정관직의 총칭이다.
원래 《예기》에 “삼공, 구경, 이십칠대부, 팔십일원사(三公九卿二十七大夫八十一元士)”라고 하여 작위의 등급을 나타낸 말이었다. 이것이 진나라에서 실무 관직에 적용되어 승상·어사대부·태위의 삼공과 그 아래 실무기관인 구경이 굳어졌다. 구경에 들어가는 직은 제사의례를 담당하는 태사, 궁중경비를 담당하는 광록훈, 궁문경비를 담당하는 위위, 차마 관리를 담당하는 태복, 사법을 담당하는 정위, 내조자 응대 및 접대를 담당하는 대홍려, 황족 처우를 담당하는 종정, 국가재정을 담당하는 대사농, 궁중재정을 담당하는 소부 등이 있었다. 또한 구경의 수는 아홉으로 한정된 것이 아니며, 그 용어는 이념적인 의미가 더 강했다.